# 令狐之战
令狐之战是中国春秋时代，晋国卿士赵盾在公元前620年率军在令狐(今山西省临猗县西南)击败秦军的作战。

## 过程
周襄王三十二年，晋襄公病逝。由于太子夷皋过于年幼，晋国卿士、大夫多主张将其废黜而另择新君。当时，襄公庶弟公子雍在秦为质。晋卿赵盾遂命大夫先蔑、士会赴秦迎立公子雍。后因襄公夫人穆嬴的一再请求，赵盾等改变初衷，于三十三年春拥立夷皋为君，即晋灵公。秦康公不知晋已另立新君，派兵护送公子雍返回晋国。赵盾闻讯，率军拦截，在令狐对秦军发起突袭。秦军毫无防备，大败而归。晋军则一直乘胜追击至刳首。